# EUNIS-CZ
EUNIS-CZ je českou odnoží evropské akademické organizace EUNIS. Podporuje své členy v zavádění, rozvoji, řízení nebo používání informačních systémů na českých vysokých školách. 

## Historie
Sdružení EUNIS-CZ bylo založeno v roce 1996 jako zájmové sdružení právnických osob. Zakládajícími subjekty byly Univerzita Karlova, České vysoké učení technické v Praze, Česká zemědělská univerzita v Praze a Vysoká škola chemicko-technologická v Praze. Sdružení EUNIS-CZ se následně stalo řádným členem evropského sdružení EUNIS, aby zde zastupovalo zájmy svých členů.

## Současnost
EUNIS-CZ má (rok 2022) 42 členských organizací, z toho 27 vysokých škol a 10 soukromých společností. 
Sdružení pořádá každoročně jarní výroční konferenci ve Špindlerově Mlýně a v průběhu roku pořádá nebo spolupořádá další konference, semináře a soutěže po celé republice. Sdružení pro své členy také vyjednává a uzavírá výhodnější podmínky v oblasti licencování a provozu informačních systémů.
Sdružení dále spolupracuje s EUNIS-SK v oblasti rozvoje informačních a komunikačních technologií na českých a slovenských univerzitách.